# 광주광역시도시철도건설본부
광주광역시 도시철도건설본부(光州廣域市 都市鐵道建設本部)는 광주광역시의 도시철도사업의 공공성과 전문성을 확보하고, 도시철도 건설사업 등의 업무를 효율적으로 추진하기 위하여 광주광역시청 산하에 설치된 사업소이다.
도시철도건설본부장은 지방부이사관으로 보한다.

## 연혁
- 1994년 1월 1일: 광주직할시 지하철기획단 설치
- 1995년 1월 1일: 광주광역시 지하철기획단으로 변경
- 1996년 2월 17일: 광주광역시 지하철건설본부로 변경
- 2008년 1월 10일: 광주광역시 도시철도건설본부로 변경

## 조직
본부장
- 관리과
- 기술담당관